# Experiência Trinity
A Experiência "Trinity" foi o primeiro teste de arma nuclear da história, conduzido pelos Estados Unidos em 16 de julho de 1945, na localização 33°40′38"N, 106°28′32"W, a 48 km de Socorro, no que é hoje o Campo de Teste de Mísseis de White Sands, perto de Alamogordo (Novo México). Foi um teste de uma bomba de plutônio de implosão, o mesmo tipo de arma usada posteriormente em Nagasaki (Japão). A detonação foi equivalente à explosão de cerca de 20 quilotons de TNT, e é considerada como o marco do início da chamada Era Atômica.

## Informação preliminar
A criação de armas nucleares decorreu de desenvolvimentos políticos e científicos do final da década de 1930, num cenário em que a subida ao poder de governos fascistas na Europa e novas descobertas acerca da natureza dos átomos convergiram com os planos dos Estados Unidos e do Reino Unido de desenvolver poderosas armas, utilizando a fissão nuclear como principal fonte de energia. O Projeto Manhattan, nome dado ao esforço de guerra Aliado, culminou no teste de uma arma nuclear no local que é agora chamado de Trinity site em julho de 1945 e, por fim, nos bombardeamentos de Hiroshima e Nagasaki algumas semanas mais tarde.

### Pesquisa, planificação, teste e produção
Enquanto o empenho dos Estados Unidos e do Reino Unido na investigação da praticabilidade das armas nucleares se iniciou em 1939, o esforço de desenvolvimento iniciou-se verdadeiramente apenas em 1942, ano em que passou a ser da responsabilidade do Exército dos Estados Unidos e adotou o nome de Projeto Manhattan. O projeto focou-se no desenvolvimento de material físsil para ativar reações nucleares em cadeia, as quais acontecem dentro das armas, bem como no desenho das próprias armas no extremamente secreto Laboratório Nacional de Los Alamos (Novo México).

Os dois tipos de montagem de bombas de fissão investigados durante o Projeto Manhattan. Devido à complexidade do desenho de implosão, constatou-se necessário proceder-se a testes antes do seu uso em combate

De janeiro de 1944 a julho de 1945, fábricas de produção em massa entraram em funcionamento, e o material nelas produzido foi usado na determinação das características funcionais das armas. Foi efetuada pesquisa multifacetada com vista a diversificar as frentes de ataque ao problema do desenho das bombas. Decisões iniciais tinham sido tomadas tendo por base quantidades insignificantes de urânio-235 e plutônio criadas em fábricas pioneiras e em cíclotrons laboratoriais. Estes resultados preliminares apontavam para que a criação de uma bomba nuclear seria apenas questão de fazer colidir dois blocos de material físsil, por forma a gerar uma massa crítica.
A produção de urânio-235 provou ser extremamente difícil com a tecnologia existente, mas a produção de plutônio era, comparativamente, mais simples, já que era um subproduto de reatores nucleares especialmente construídos - o primeiro dos quais foi desenvolvido pelo físico Enrico Fermi apenas em 1942. Plutônio resultante de reatores era, no entanto, consideravelmente menos puro que o produzido em cíclotrons, e a presença de outro isótopo de plutônio no produto resultante significava que o modelo simples de "bomba de explosão" não funcionaria: a presença de neutrões adicionais significava que a arma detonaria precocemente e com baixa eficiência. Este problema, identificado em 1942, levou a um redesenho da bomba de plutônio em direção ao conceito de "implosão", no qual um núcleo esférico de plutônio é comprimido usando explosivos convencionais, aumentando a sua densidade e criando, assim, uma massa crítica.
O problema foi então construir uma arma que comprimiria com elevada precisão a esfera de plutônio uniformemente em todas as direções radiais - qualquer erro mínimo resultaria num desequilíbrio de forças e consequente ejecção do plutônio, frustrando-se a explosão pretendida. Devido à dificuldade, com a tecnologia de então, em criar cargas com formatos e posicionamentos que permitissem obter compressões perfeitas, foi decidido tanto pelo líder militar do Projeto Manhattan, General Leslie Groves, como pelo seu diretor científico, Robert Oppenheimer, que este novo conceito deveria ser objeto de testes antes ser aplicado na construção e posterior uso confidencial em condições de guerra.

## Planejando o teste
O planejamento para o teste foi designado à Kenneth Bainbridge, professor de física da Universidade de Harvard, trabalhando com o perito em explosivos George Kistiakowsky. O local apropriado para a experiência deveria ser tal que garantiria o segredo dos objetivos do projeto, mesmo passando estes por fazer detonar uma arma nuclear de potência e efeitos desconhecidos. Para além da importância da localização, colocava-se também o problema da montagem de equipamento científico para a recolha de dados do próprio teste, bem como a definição de normas de segurança com vista a proteger o corpo de funcionários dos resultados de uma experiência desconhecida e altamente perigosa. O fotógrafo oficial do teste, Berlyn Brixner, preparou e instalou dezenas de câmaras para capturar a totalidade do evento em filme.

### Localização para o teste

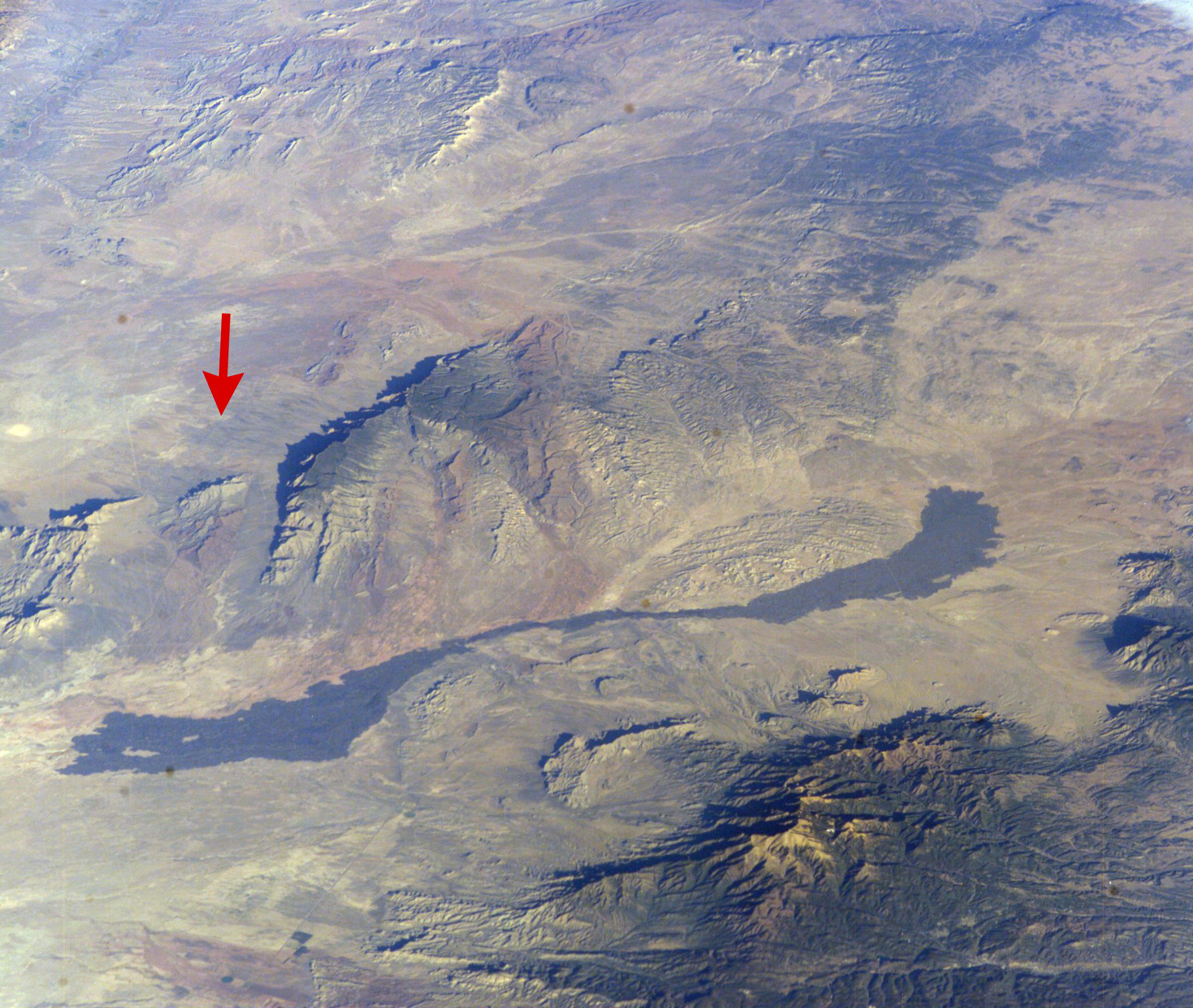
Local da Experiência Trinity (seta vermelha) perto de Carrizozo Malpais

O local era parte da Linha de Bombardeamento de Alamogordo, atualmente designado por Campo de Teste de Mísseis de White Sands. O local do teste está situado no extremo norte da Linha, entre as cidades de Carrizozo e Socorro (Novo México), no deserto Jornada del Muerto.
As cidades próximas incluíam Alamogordo, Carrizozo, San Antonio, Tularosa, Socorro, Mescalero, e Oscuro. Pequenos ranchos e postos de comércio também pontilhavam os vales da zona. Apenas algumas casas precisavam de ser tomadas perto do local, nomeadamente a Casa do Rancho McDonald. O director do laboratório de Los Alamos, J. Robert Oppenheimer, e o director do Projecto Manhattan, Brigadeiro-General Leslie Groves, sentiram que tinham escolhido o local perfeito para o primeiro teste nuclear do mundo, um local que seria seguro e protegido.   O sítio fora seleccionado em parte pelo seu suposto isolamento, mas na realidade, milhares de pessoas encontravam-se num raio de 64 kilómetros, algumas a cerca de 19 kilómetros de distância. 

### Origem do nome
A origem exata do nome é desconhecida, mas é frequentemente atribuída ao chefe do laboratório, Robert Oppenheimer, como referência à poesia de John Donne. Oppenheimer tinha estado exposto ao trabalho de Donne primeiramente pela sua antiga namorada, Jean Tatlock, a qual tinha cometido suicídio em julho de 1944. Em 1962, O General Leslie Groves escreveu a Oppenheimer questionando-o acerca da origem do nome e indagando se este tinha sido escolhido tendo por base nomes comuns, no Oeste americano, de rios ou picos montanhosos, nomes esses que não atrairiam atenção indesejada. Oppenheimer respondeu: "Eu realmente sugeri-o, mas não nessa base… Porque sugeri o nome não me é claro, mas sei que pensamentos me ocupavam a mente. Há um poema de John Donne, escrito pouco antes da sua morte, que eu conheço e amo. Dele, uma citação: "As West and East / In all flatt Maps—and I am one—are on, / So death doth touch the Resurrection." ("Hymn to God My God, in My Sicknesses"). Oppenheimer continuou, "Isto ainda não constitui 'Trinity', mas noutro mais conhecido e devoto poema, Donne abre com "Batter my heart, three person'd God;—." (Holy Sonnets XIV). Para além disto, não faço qualquer ideia."

### Predições para os resultados do teste

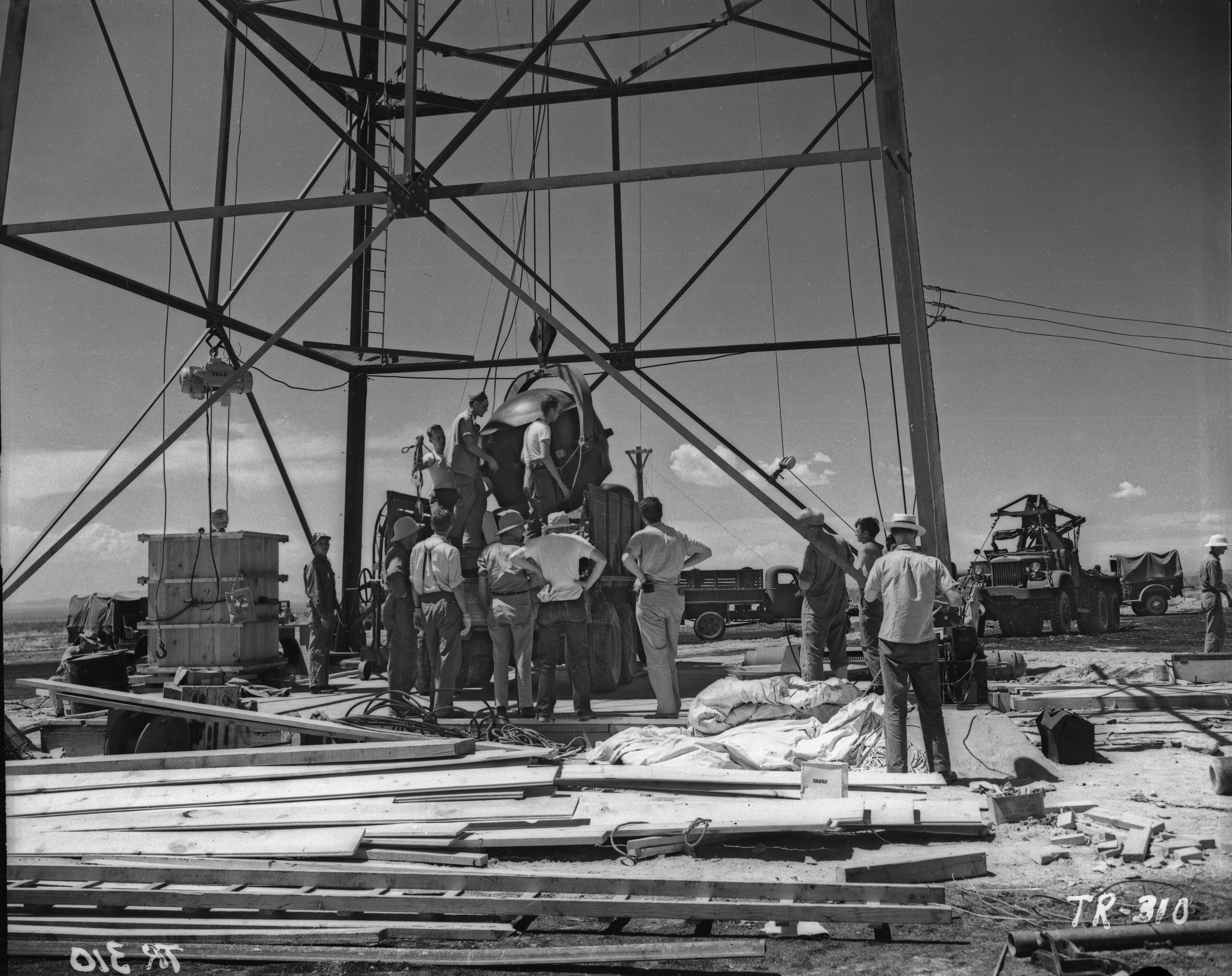
Os explosivos para a "engenhoca" ou "dispositivo" (do inglês Gadget) foram içados até ao alto da torre para a montagem final

Várias apostas foram feitas entre os observadores relativamente aos resultados do teste. As previsões variavam do zero, fracasso, até 18 kt de TNT (previsto por I. I. Rabi), destruição do Estado de Novo México, e mesmo a ignição da atmosfera e incineração do planeta (felizmente, foi demonstrado por cálculos ser impossível tal resultado, embora durante algum tempo a possibilidade tenha provocado ansiedade em alguns cientistas). No final, Rabi ganhou a aposta.

### Preparando o teste
Em 7 de maio houve uma explosão prévia de 100 toneladas de TNT para calibrar os instrumentos de medição e controle. (Desde essa altura, quase todas as detonações nucleares têm sido medidas em unidades de kt, ou o equivalente desses milhares de toneladas de TNT). Para o teste propriamente dito, a arma nuclear de núcleo de plutônio, alcunhada de Invenção ou Engenhoca (do inglês Gadget), foi suspensa no topo de uma torre de aço de 20 m de altura - tal daria uma melhor indicação de como a arma se comportaria quando largada de um avião, já que a detonação no ar maximizaria a quantidade de energia aplicada diretamente no alvo à medida que a explosão progredisse com forma esférica, e minimizaria a quantidade de cinza nuclear atirada para a atmosfera.

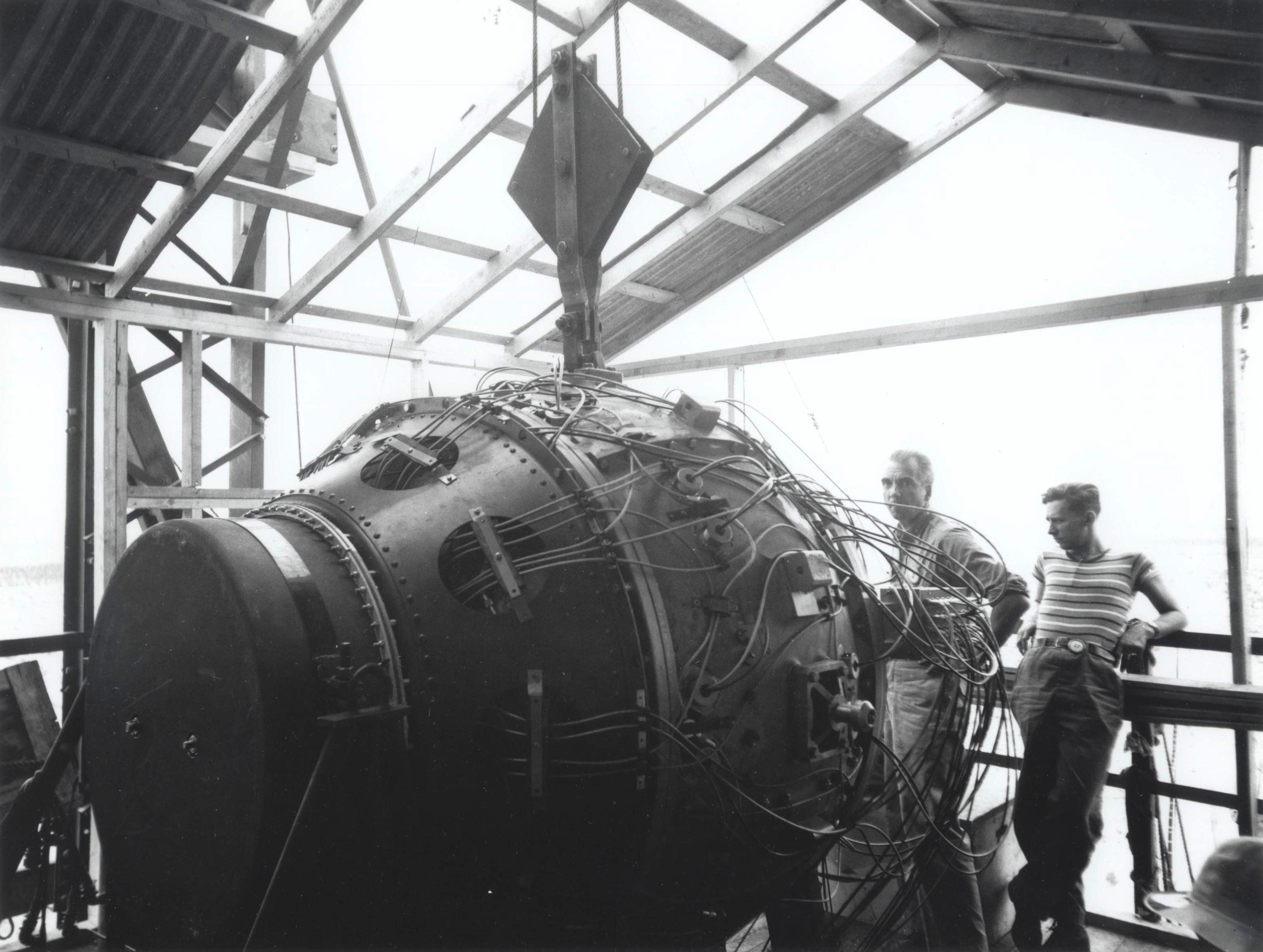
O Gadget completamente montado e pronto para testagem

A "Invenção" foi montada perto da McDonald Ranch House, chegando os seus componentes em 12 de julho. A arma foi completamente montada em 13 de julho e precariamente levantada através de um guindaste para o alto de uma torre no dia seguinte. Em caso de falha, um enorme canastrel de aço, de nome de código "Jumbo", estava preparado para recuperar o valioso plutônio por ordem do General Groves. Pesando 240 toneladas, era suposto que "Jumbo" conteria a detonação de 5 toneladas de explosivos convencionais, usados para comprimir o plutônio, em caso de falha da reação em cadeia. A construção de "Jumbo", em Pittsburg (Estados Unidos), foi extremamente dispendiosa, tendo o artefato sido transportado para o local de teste por comboio. No entanto, quando chegou, a confiança dos cientistas do projeto era tal que foi decidido que "Jumbo" não seria usado. Em vez disso, este foi suspenso numa torre de aço, a uma distância de 730 metros do ponto de explosão, funcionando como uma medida grosseira do poder destrutivo da arma nuclear. No final da experiência, "Jumbo" sobreviveu, embora o mesmo não tenha acontecido à torre onde estava suspenso.
A detonação estava inicialmente planeada para as 16h00, mas foi adiada devido a chuva e trovoada no início daquela manhã. Em condições de chuva temia-se ser muito maior o perigo da radiação e das cinzas nucleares; por outro lado, os cientistas temiam que relâmpagos pudessem causar uma detonação acidental.

## A explosão
Às 04h45 do dia 16 de julho, chegou um relatório meteorológico crucial e favorável ao projeto. Às 05h05 iniciou-se a contagem decrescente de 20 min. A maioria dos cientistas e oficiais principais encontravam-se a observar a partir de um acampamento-base, 16 km a sudoeste da torre de teste. Muitos outros observadores encontravam-se a cerca de 32 km, e alguns outros encontravam-se dispersos a diferentes distâncias, alguns em situações mais informais (o físico Richard Feynman afirmou ter sido a única pessoa a ver a explosão sem recorrer aos óculos escuros fornecidos, contando apenas com o para-brisa de um caminhão para filtrar os comprimentos de onda ultravioleta nocivos). A contagem final foi lida pelo físico Samuel K. Allison.

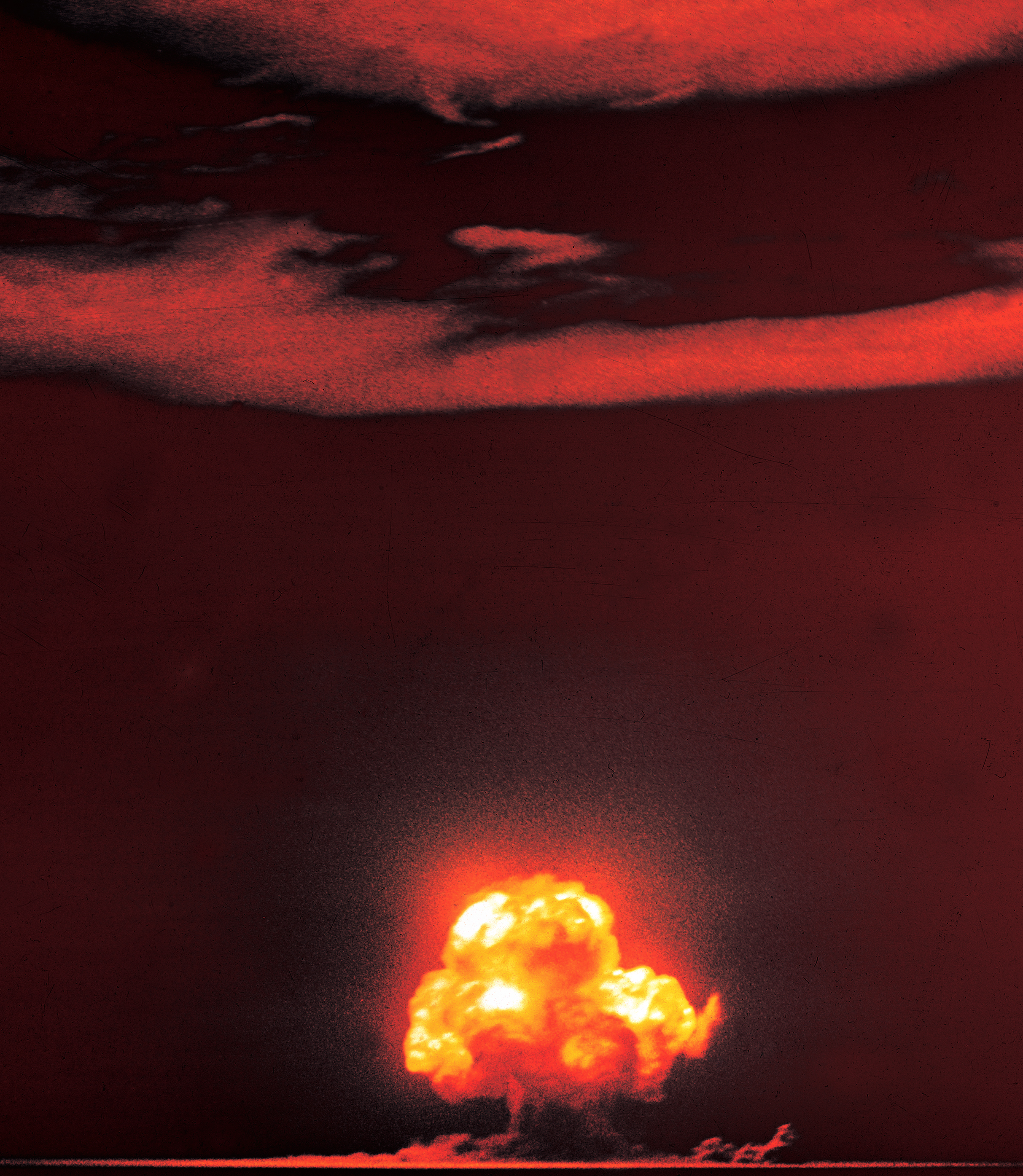
"I became Death, the Destroyer of worlds." ("Tornei-me a Morte, a Destruidora de mundos"): Uma das poucas fotografias a cores da explosão "Trinity"

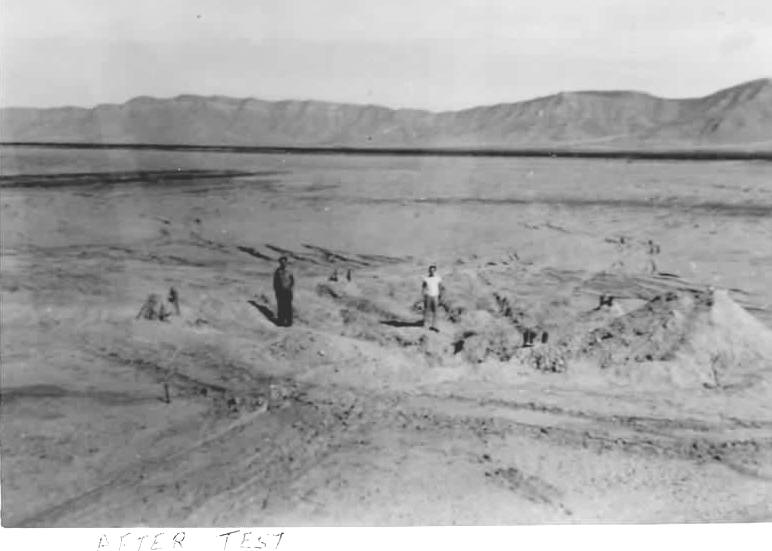
Local da detonação após o teste

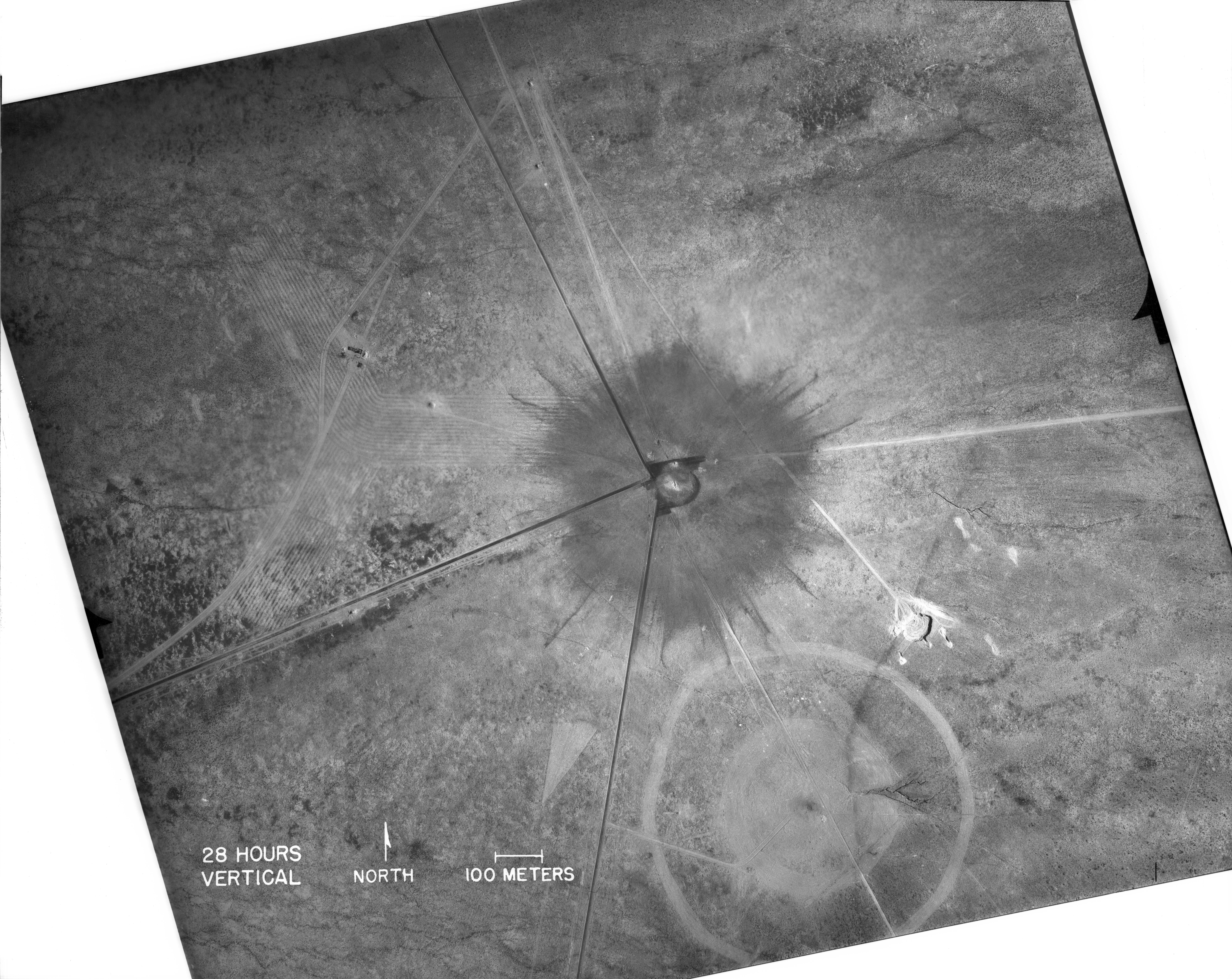
Fotografia aérea da cratera "Trinity" pouco depois do teste. A pequena cratera no canto sudeste foi da explosão de teste preliminar de 100 toneladas de TNT

Às 05h29min45 locais, o artefato explodiu com uma energia equivalente a 19 kt de TNT (87,5 TJ). Deixou, no deserto, uma cratera de vidro radioativo de 3 m de profundidade e 330 m de diâmetro. No momento da detonação, as montanhas circundantes foram iluminadas mais intensamente do que num dia de sol por cerca de um ou dois segundos, e foi relatado, no acampamento-base, um calor tão intenso como o de um forno. As cores observadas variaram de púrpura  a verde e, por fim, a branco. O som da onda de choque levou 40 segundos a chegar aos observadores. A onda de choque foi sentida a mais de 160 km, tendo o cogumelo atómico chegado aos 12 km de altura. O diretor de Los Alamos, Robert Oppenheimer, referiu mais tarde que, ao observar a demonstração, lhe veio à memória uma frase do texto sagrado Hindu Bagavadeguitá:
"Tornei-me a Morte, Destruidora de mundos" (em inglês "I am become Death, the Destroyer of worlds").
Existem variantes desta citação, tanto da autoria de Oppenheimer como de outros. Uma tradução mais comum, de Arthur Ryder (por quem Oppenheimer estudou sânscrito na Universidade de Berkeley, na década de 1930), é:
Death am I, and my present task
Destruction. (11:32)
(A Morte eu sou, e a minha tarefa presente / Destruição)
Desde a primeira tradução do Gita para inglês em 1785, a maioria dos peritos tem traduzido não "Morte" mas sim "Tempo". Em Mais Brilhante que Mil Sóis (em inglês Brighter than a Thousand Suns), Robert Jungk tece de forma mais elaborada a suposta citação de Oppenheimer:
If the radiance of a thousand suns
were to burst into the sky,
that would be like
the splendor of the Mighty One—
I am become Death, the shatterer of Worlds.
(Se o brilho de mil sóis / explodissem no céu / isso seria como / o esplendor do Poderoso Ser / Tornei-me a Morte, Destruidora de mundos)
Diz-se que o diretor do teste, Kenneth Bainbridge, numa tentativa de ser menos poético, ou talvez ainda mais, terá replicado: "Agora somos todos filhos da puta" (no original "Now we are all sons of bitches"). De acordo com Frank, irmão de Oppenheimer, por altura do teste ele terá dito: "Funcionou".
Serviços noticiários citaram um guarda florestal que se encontrava a 240 km do ponto de explosão e que disse ter visto "um relâmpago de fogo seguido de uma explosão e fumo negro". Um cidadão do Estado, localizado a 240 km a norte, relata "A explosão iluminou o céu como o Sol". Outros relatos notam que janelas situadas até 320 km vibraram e que o som da explosão foi ouvido a essa mesma distância.

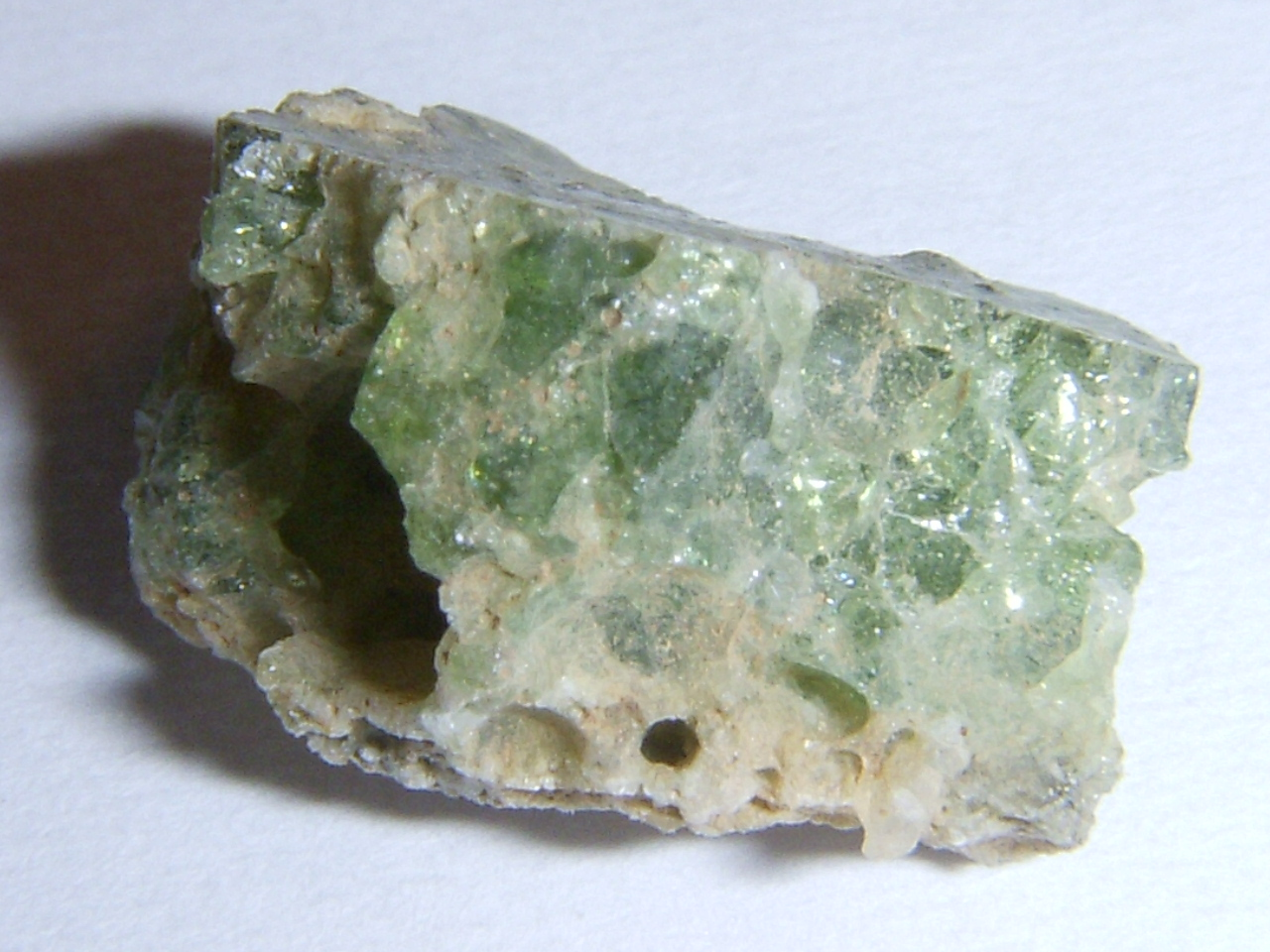
Pedaço de trinitita

Na cratera, a areia do deserto, a qual é em grande parte constituída por sílica, fundiu e tornou-se vidro de cor verde-claro, medianamente radiativo. A este vidro chamou-se trinitite. A cratera foi preenchida pouco tempo a seguir ao teste. A base aérea de Alamogordo emitiu um comunicado de imprensa de 50 palavras, dando conta de "uma explosão de um depósito remoto de munições, na qual ninguém tinha morrido ou sofrido ferimentos". A verdadeira causa da explosão foi apenas confirmada publicamente após o ataque a Hiroshima em 6 de agosto. O jornalista oficial do Projeto Manhattan, William L. Laurence, tinha previamente deixado várias versões de comunicados de imprensa no seu gabinete do New York Times, por forma a serem publicados em caso de emergência, desde um teste de sucesso (a versão foi efetivamente usada) até cenários mais macabros para os quais explicaria porque todos os cientistas tinham perecido num incomum acidente.
Cerca de 260 pessoas estavam presentes, nenhuma a menos de 9 km. Na série seguinte de testes, Operação Crossroads, em 1946, cerca de 40 mil pessoas estiveram presentes.

## Consequências

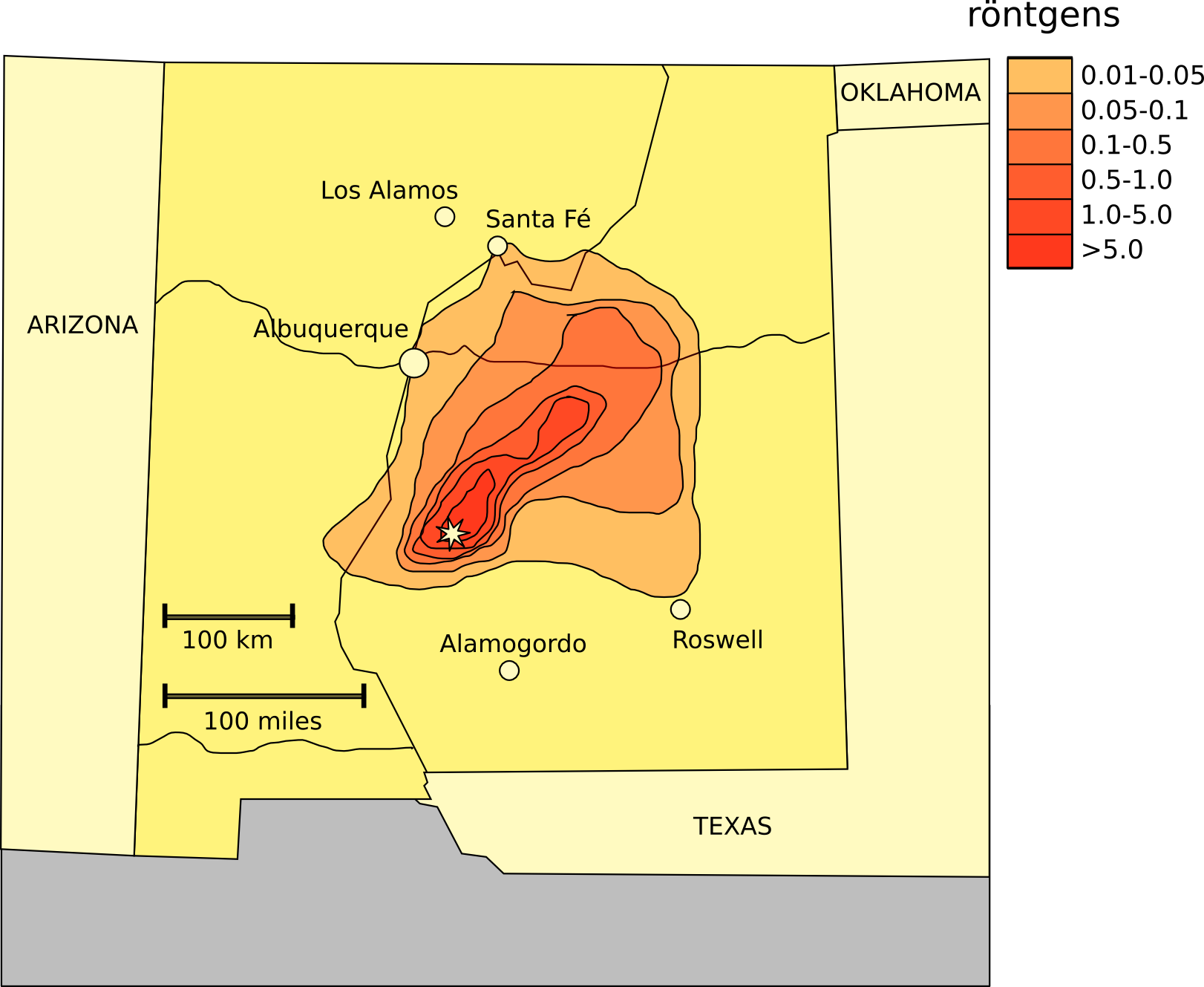
Cinzas nucleares à volta do local da explosão de Trinity. A nuvem radioativa moveu-se para oeste e nordeste com altos níveis de röntgen em cerca de 160 km

A explosão criou as que viriam a ser as primeiras vítimas de uma bomba atômica no mundo: os moradores do Novo México, os chamados downwinders (termo que pode ser livremente traduzido como "aqueles ao sabor do vento").
Os habitantes do Novo México não foram avisados antes da explosão de Trinity em 1945, nem informados sobre os riscos à sua saúde depois, nem foram evacuados antes, durante ou após o teste.
Anos antes do teste, alguns cientistas tinham alertado sobre os riscos para os civis dos testes atómicos. Num memorando de Março de 1940, os físicos do Projecto, Otto Frisch e Rudolf Peierls advertiram: “Devido à propagação de substâncias radioativas com o vento, a bomba provavelmente não poderia ser usada sem matar um grande número de civis, e isso pode torná-la inadequada como uma arma para uso por este país.” Eles sugeriram que seria "muito importante ter uma organização que determinasse a extensão exata da área de perigo, por meio de medições de ionização, para que as pessoas possam ser avisadas de entrar nela”. As autoridades federais, na maioria ignoraram esses avisos, embora uma pequena equipa de última hora para monitorar parte da radiação tivesse sido montada.
Quando da explosão, o plutónio no dispositivo sofre fissão para outros radionuclídeos. Os neutrões atingem vários elementos no solo e transformam-nos em isótopos radioactivos.  Estes resíduos radioactivos são lançados com os produtos de fissão para uma bola de fogo crescente,  e elevados para a atmosfera. Uma vez aí, forma-se uma nuvem de radioatividade intensa.  À medida que o tempo decorria, os projetistas aperceberam-se que a precipitação radioativa sobre as cidades locais representava um perigo real. Além disso, a explosão não utilizou todo o plutónio do núcleo. Por isso, parte do plutónio não explodido (que seria cerca de 80%) foi espalhado por centenas de quilómetros. Um estudo oficial de 1978 concluiu que a área era "uma das áreas significativamente contaminadas com plutónio nos Estados Unidos, tanto em termos da quantidade de plutónio depositado como da área alargada".
A precipitação radioativa que se seguiu, descrita como "neve" ou "farinha branca" cobriu toda a paisagem do deserto, edifícios e telhados. À noite, choveu. A água da chuva, que era aproveitada pelos rancheiros da zona, ficou contaminada com os detritos radioativos, que acabaram também no leite dos animais e na sua carne. Nenhuma medida de proteção havia sido recomendada à população, o que poderia ter sido feito,  mesmo que sob um falso pretexto. A precipitação mais intensa concentrou-se no Chupadera Mesa, a cerca de 48 km do ponto de detonação. Aqui, várias cabeças de gado  receberam queimaduras beta graves e foram posteriormente adquiridas pelos cientistas em Los Alamos para observação. Observações precisas em humanos eram mais problemáticas. Os cientistas não estavam dispostos a abordar os habitantes da área para medições, o que daria a impressão de que qualquer coisa estava errada.

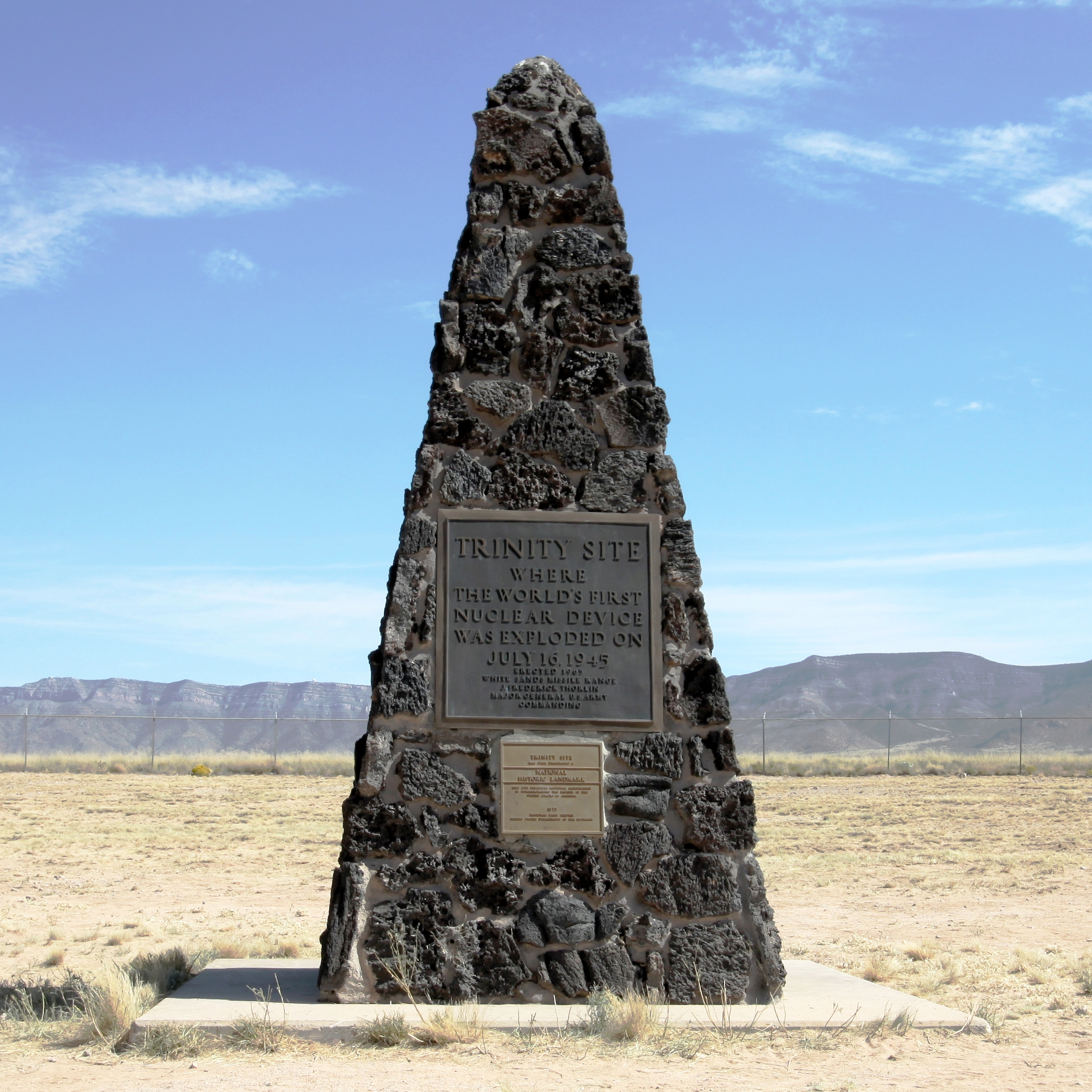
Um obelisco encontra-se atualmente no que foi o alvo original da arma Trinity.

Dados oficiais indicam que, entre 1940 e 1960, as taxas de mortalidade infantil na área do local do teste — que até aí tinham diminuído constantemente —  em 1945 aumentaram acentuadamente, especialmente nos três meses seguintes à explosão.
O impacto total nas comunidades atingidas é difícil, se não impossível, de avaliar. Testemunhos e dados pessoais parecem confirmar alegações de aumento de casos de vários tipos de cancro. A exposição radioativa também tem sido associada a mudanças epigenéticas. Quando expostos a altas doses de radiação, os genes podem sofrer mutações na pessoa exposta, que é então passada para as gerações sucessivas. Muitas vezes, essas mutações fazem com que doenças que não apareciam anteriormente na família, como doenças cardíacas ou leucemia, sejam transmitidas hereditariamente. 
Apenas em 2008 o Centers for Disease Control and Prevention (CDC) confessou que as doses internas recebidas pelas vítimas de Trinity nunca fizeram parte de uma avaliação científica e médica, embora os biólogos do Projecto Manhattan estivessem disponíveis e devessem estar bem conscientes dos perigos. Em 2010, o mesmo organismo afirmou que "as taxas de exposição em áreas públicas da primeira explosão nuclear do mundo foram registadas em níveis dez mil vezes maiores do que o atualmente permitido."
À data de 2022, as vitimas do teste de Trinity aguardavam ainda compensação do governo norte-americano através do Radiation Exposure Compensation Act (RECA), que não os abrange, mas sim as vítimas de outros locais, como as das áreas de teste de Nevada.